# 堀切民喜
堀切 民喜（ほりきり たみよし、1931年11月21日 - 2017年12月16日）は、日本の経営者。本州四国連絡高速道路社長を務めた。愛媛県出身。

## 経歴・人物
1954年に慶應義塾大学経済学部を卒業し、同年に住友信託銀行に入行。1979年に取締役に就任し、1983年に常務、1985年に専務、1988年に副社長、1991年に副会長、1993年に顧問を経て、2003年6月に本州四国連絡橋公団総裁に就任。2005年6月から2007年6月までに本州四国連絡高速道路社長を務めた。1989年4月から1991年4月までに関西経済同友会代表幹事を務めた。
2017年12月16日間質性肺炎のために死去。86歳没。